# Exodus (filme)
Exodus (em inglês:  Exodus) é um filme estadunidense de 1960, do gênero drama de guerra, dirigido por Otto Preminger com roteiro de Dalton Trumbo e trilha sonora de Ernest Gold, baseado no romance homônimo de Leon Uris.

## Sinopse
Judeus sobreviventes do Holocausto buscam emigrar para a Palestina, então sobre controle britânico. Estes, no entanto, restringem a migração apreendendo os navios que transportam os judeus e confinando-os em Chipre. Um combatente da Haganá, Ari Ben Canaan, é enviado ao local para fazer o que for necessário para que 611 passageiros cheguem a Palestina. O plano é descoberto instantes antes do navio zarpar. A maioria dos passageiros recusam-se a retornar ao confinamento, permanecem a bordo do Exodus, novo nome dado por eles ao navio, e iniciam uma greve de fome.
O caso ganha destaque na mídia mundial e o governo britânico permite o Exodus partir para a Palestina. Após o atentado do Hotel King David, membros do Irgun que o perpetrara são presos em Acre e condenados a morte. Apesar das diferenças entre a Haganá e Irgun, Ari concebe um plano para liberta-los em operação conjunta. Ele prevê que todos serão necessários para a luta que se avizinha, quando o Plano da ONU para a partilha da Palestina de 1947 for aprovado.

## Elenco
- Paul Newman — Ari Ben Canaan
- Eva Marie Saint —  Kitty Fremont
- Ralph Richardson —  general Sutherland
- Peter Lawford —  major Caldwell
- Lee J. Cobb —  Barak Ben Canaan
- Sal Mineo —  Dov Landau
- John Derek —  Taha
- Hugh Griffith —  Mandria
- Gregory Ratoff —  Lakavitch
- Felix Aylmer —  dr. Lieberman
- David Opatoshu —  Akiva Ben Canaan
- Jill Haworth —  Karen
- Marius Goring —  Von Storch
- Alexandra Stewart —  Jordana Ben Canaan
- Michael Wager —  David Ben Ami
- Paul Stevens — Reuben

## Principais prêmios e indicações
Oscar 1961 (EUA)
- Vencedor na categoria de melhor trilha sonora (Ernest Gold).
- Indicado nas categorias de melhor ator coadjuvante (Sal Mineo) e melhor fotografia.

Globo de Ouro 1961 (EUA)
- Vencedor na categoria de melhor ator coadjuvante (Sal Mineo)
- Indicado na  categoria de melhor trilha sonora.

Grammy 1961 (EUA)
- Venceu na categoria de melhor trilha sonora para cinema ou televisão.

Golden Laurel 1961 (Laurel Awards, EUA)
- Venceu na categoria de melhor atuação de ator coadjuvante (Sal Mineo).
- Indicado nas categorias de melhor atuação dramática de ator principal (Paul Newman) e melhor atuação de ator coadjuvante (Lee J. Cobb)